# 杨彭年

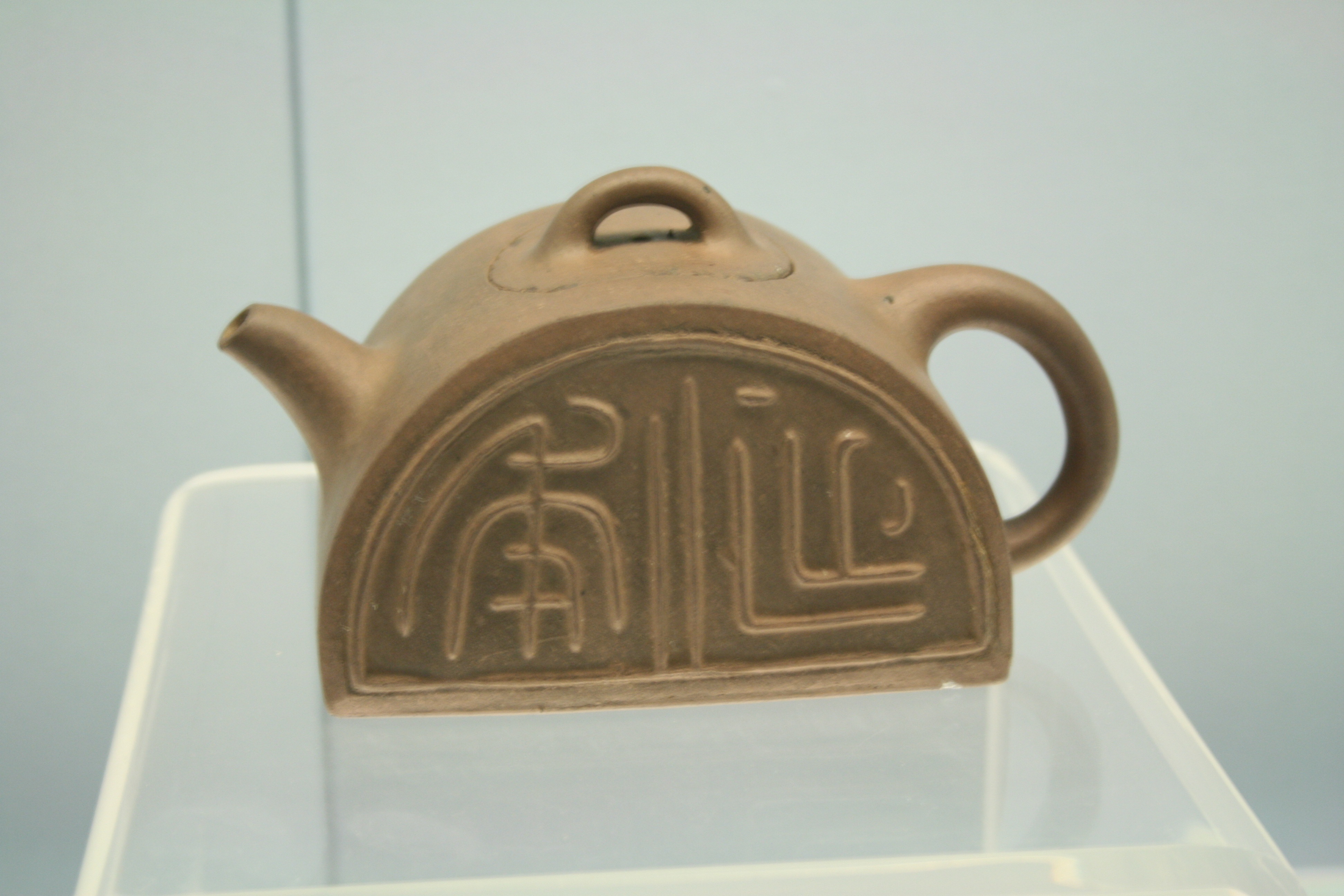
杨彭年制、陈曼生铭半月瓦当壶（上海博物馆藏）

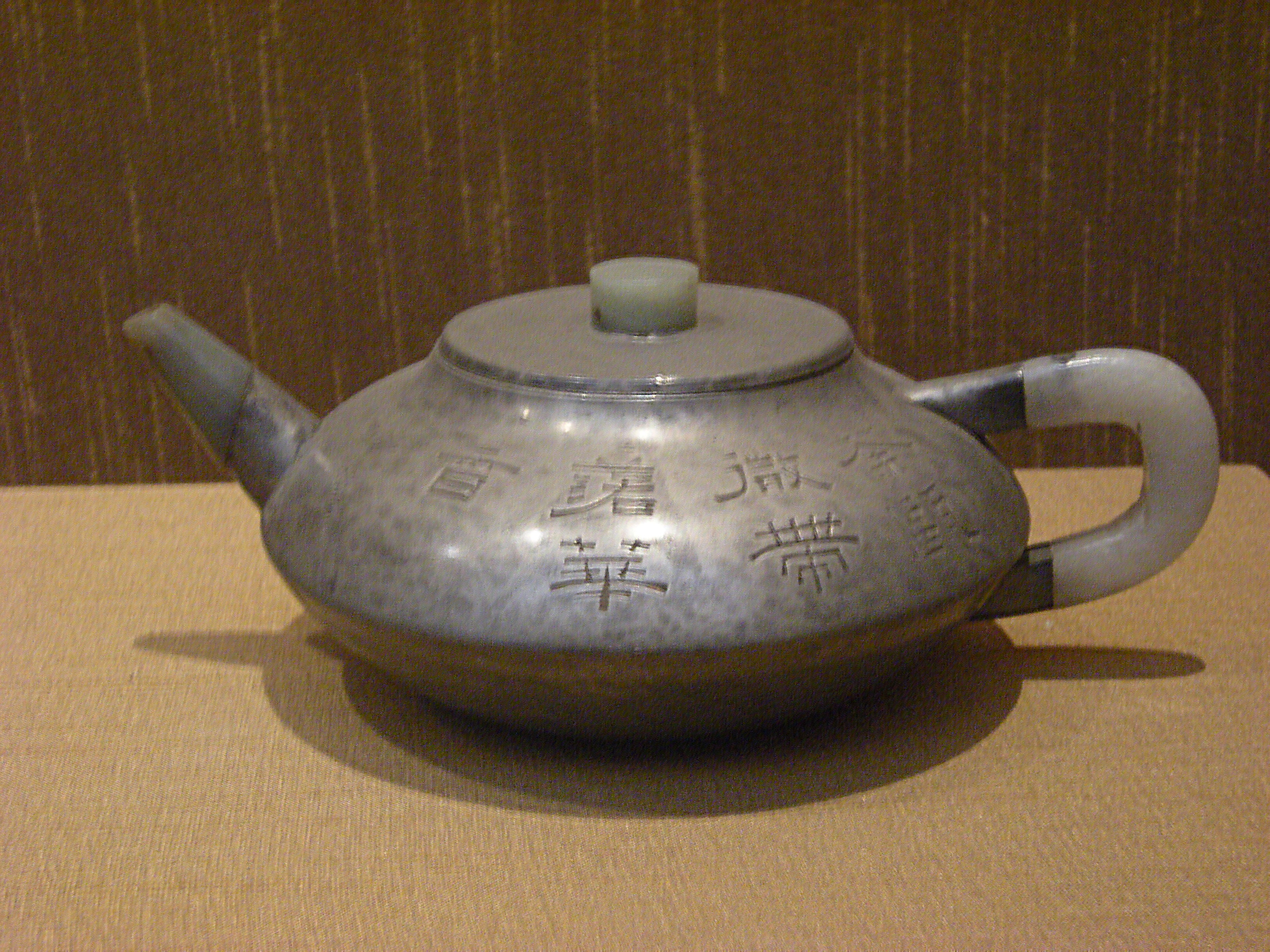
杨彭年紫砂胆包锡壶（苏州博物馆藏）

杨彭年（1772年—1854年），字二泉，号大鹏，江苏宜兴（一说浙江桐乡）人，清代紫砂壶名家。
杨彭年活跃于清乾隆、嘉庆、道光年间。当时制紫砂壶多用模衔造，而杨彭年在紫砂艺术史上的一大贡献便是摈弃了这种印模方式，恢复了清初以前供春、时大彬等人的传统手工捏造之法。他亦善配泥，同时兼善刻竹、刻锡。他还与当时诸多文人雅士如陈曼生、瞿应绍、朱石梅、乔重禧、蔡锡恭、金农等合作制壶，大兴文人壶风。尤其是他与陈曼生合作的“曼生壶”是当时紫砂文人壶的代表，并成为后世艺人争相仿制的经典壶型。
杨彭年之弟杨宝年、妹杨凤年亦善制壶。